# Давид Сасунский
«Давид Сасунский» (арм. Սասունցի Դավիթ, Сасунци Давид; другие названия Սասնա ծռեր, Сасна црер «Сасунские удальцы», «Heистoвыe cacyнцы», «Яpoстныe cacyнцы», «Бyйныe cacyнцы», «Xpaбpыe дo бeзyмия саcyнцы» и Ջոջանց տուն, Джоджанц туны «Дом великих», «Дом предков», «Дом старших») — средневековый армянский эпос, повествующий о борьбе богатырей из Сасуна (область в исторической Армении, ныне в Турции) против арабских захватчиков. Сложился в VIII—X (не позднее XIII) веках. Эпос состоит из четырёх ветвей. Первая — Санасар и Багдасар, вторая — Мгер Старший, третья — Давид, четвёртая — Мгер младший.
Впервые эпос был записан в 1873 году известным исследователем народной словесности Гарегином Срвандзтянцем из уст крестьянина по имени Крпо, жившего в селе Арнист. В настоящее время имеется академическое издание пятидесяти вариантов эпоса, записанных в различных районах Армении.
В 2012 году включен в Список нематериального культурного наследия человечества.

## Мнения
Иосиф Орбели:
- «Эпос „Давид Сасунский“ подлинно велик в ряду других эпических сказаний создавшего его народа. Это — подлинно армянский народный эпос. Эпoc этот называется народным не только потому, что он живёт в народных толщах и ими сказывается, он народен прежде всего потому, что все мировоззрение его героев неразрывно связано с подлинно народными низами, что все его герои неразрывно связаны с народом, a не с теми, кто тысячелетия держал в своих руках судьбы армянского народа».

## Аналогии действующих лиц в эпосе
- Санасар и Багдасар /центральные герои первой ветви эпоса/ — сыновья Синаххериба - Адрамелех и Шарецер (царь Ассирии Синаххериб согласно Библии, был убит старшими сыновьями Адрамелехом и Шарецером (4Цар. 19:37; Ис. 37:38) после убийства отца бежали в страну Арарат.)
- Мгер Старший /центральный герой второй ветви эпоса/ и Мгер Младший /центральный герой четвёртой ветви эпоса/ — В армянском эпосе есть два персонажа с таким именем — Мгер (Михр) Старший и Мгер (Михр) Младший. (в древнеармянской мифологии Михр бог Солнца, небесного света и справедливости, главный храм поклонения божеству находился в Багаариче, в близи города Ван, на территории современной Турции сохранился жертвенник Михрa, т. н. «дверь Мхера» (пехл. Der-i Mihr), который в более древние времена был высечен урартами во время правления царя Ишпуини (828—810 гг. до н. э.) и использовался для почитания урартских богов.)
- Давид Сасунский /центральный герой третьей ветви, а также всего эпоса/ — (Посланный халифом востикан /эмир/ Юсуф (сын Абусета), в 850 г. с большим войском вторгся в Армению /провинция аль-Арминия/ и разграбил южные территории, обманом арестовали Баграта Багратуни  /батрик ал батарика аль-Арминии/ и отправили в резиденцию халифа в Самарре, где он был казнен. Сыновья Багарата, укрывшиеся в Сасуне, Ашот и Давид, восстали против арабской армии Юсуфа и разгромили их. Победа горцев была настолько славной и впечатляющей, что образ Давида Багратуни лег в основу главного героя армянского народного эпоса «Давид Сасунский»)

## Структура сводного варианта эпоса в оригинале и в русском переводе
Сосуществование различных вариантов эпоса не позволяет говорить о едином в деталях сюжете. Выделение наиболее характерных сюжетных линий позволило исследователям эпоса составить сводный вариант. Над его составлением работали М. Абегян, Г. Абов, А. Ганаланян. Сводный вариант эпоса был издан в 1939 году в переводе В. Я. Брюсова и М. Л. Лозинского. Он состоит из четырёх частей («ветвей»):
1. Ветвь 1. Санасар и Багдасар
  - Часть 1. Битва с Багдадским Халифом
  - Часть 2. Женитьба Санасара и Багдасара
2. Ветвь 2. Мгер Старший
  - Часть 1. Мгер обустраивает Сасун
  - Часть 2. Бой Мгера Старшего с Мсра-Меликом
3. Ветвь 3. Давид Сасунский
  - Часть 1. Бой Давида с Мсра-Меликом
    - Песня 1. Давид-мальчуган во Мсыре
    - Песня 2. Давид-пастух
    - Песня 3. Давид-охотник восстанавливает отцовский храм и наказывает войско Холбаши
    - Песня 4. Давид карает сборщиков дани
    - Песня 5. Поединок с Мсра-Меликом

  - Часть 2. Давид и Хандут
    - Песня 6. Женитьба Давида
    - Песня 7. Смерть Давида
4. Ветвь 4. Мгер Младший
  - Часть 1. Мгер мстит за отца
  - Часть 2. Женитьба Мгера и его конец

Каждая из частей и песен делится на безымянные главки (1, 2, 3, ...)
Параллельно с работой над составлением сводного варианта эпоса был осуществлён ещё один его перевод на русский язык. Эта работа выполнялась литераторами К. А. Липскеровым, В. В. Державиным, С. В. Шервинским, А. С. Кочетковым (именно эта версия здесь и далее подразумевается под «русским переводом»). В их совместном переводе сохранено деление эпоса на четыре ветви, однако, упразднено деление каждой ветви на две части. Вместо этого каждая ветвь делится на главы, названия которых даны переводчиками. Структура сводного варианта эпоса в указанном переводе такова:
1. Ветвь 1. Санасар и Багдасар
  - Рождение и детство близнецов
  - Близнецы строят Сасун
  - Санасар на дне морском
  - Борьба близнецов с халифом
  - Письмо Дехцун и ссора между близнецами
  - Близнецы в Медном городе
  - Близнецы в Зелёном городе
  - Женитьба близнецов
2. Ветвь 2. Мгер Старший
  - Мгер-охотник
  - Единоборство Мгера со львом
  - Борьба Мгера с дэвом и женитьба на Армаган
  - Мгер в Мсыре
  - Возвращение Мгера и рождение Давида
3. Ветвь 3. Давид Сасунский
  - Давид в Мсыре
  - Возвращение Давида в Сасун
  - Давид-пастушок
  - Давид-пастух
  - Давид-охотник
  - Давид строит храм Марута
  - Давид истребляет Мсырский отряд
  - Давид изгоняет сборщиков дани
  - Нашествие Мсра-Мелика и победа Давида
  - Давид и Хандут-хатун
  - Давид и Мгер
  - Смерть Давида и Хандут-хатун
4. Ветвь 4. Мгер Младший
  - Мгер мстит за отца
  - Женитьба Мгера и его странствия
  - Уход Мгера в скалу

## Герои и персонажи
Главными героями эпоса являются
- Санасар и Багдасар — близнецы, чудесным образом рождённые армянской царевной, женой Багдадского Халифа, от плоти морской воды, строители крепости Сасун и основатели страны Сасун — центральные герои первой ветви эпоса
- Мгер Старший — третий (последний) сын Санасара, защитник крепости и страны Сасун — центральный герой второй ветви эпоса
- Давид Сасунский — второй (законный) сын Мгера Старшего и внук Санасара, защитник Сасуна, центральный герой третьей ветви, а также всего эпоса
- Мгер Младший — единственный сын Давида Сасунского, внук Мгера Старшего, правнук Санасара, защитник Сасуна — центральный герой четвёртой ветви эпоса

Заметную роль в эпосе также играют
- Царь Гагик — армянский царь, правитель города-крепости Берд-Капотин — общий предок всех главных героев эпоса
- Цовинар — дочь царя Гагика, жена Багдадского Халифа, мать Санасара и Багдасара
- Дядька Торос — воин царя Гагика, впоследствии сасунский князь. Образ Тороса появляется в эпосе ещё до чудесного рождения близнецов, затем сопутствует всем четырём поколениям главных героев. Пережив последнего героя, Мгера Младшего, Дядька Торос умирает от горя. Именно об этом сообщают заключительные строки эпоса.
- Горлан Оган — второй сын Санасара, старший брат Мгера Старшего, родной дядя Давида Сасунского. Его образ противоречив, хотя в целом положителен. В ряде эпизодов, связанных с Оганом, последнему явно не хватает смелости, однако в некоторых других он действует наряду с богатырями. Отличается невероятно зычным голосом.
- Старая Огородница — оставшаяся безымянной в эпосе крестьянка, в молодости — любовница Мгера Старшего. Имеет единственную дочь (возможно, от Мгера Старшего). То и дело выступает в роли советчицы и наставницы для горячего и необузданного Давида. Возможно, её безымянность в эпосе — художественный приём, принуждение слушателя (читателя) к интуитивному обобщению образа, ассоциации его с женщиной вообще, а также с родной землёй.
- Госпожа Исмил — жена главного противника Старшего Мгера — Мсра-Мелика (старшего). По смерти последнего благодаря собственной интриге становится любовницей Мгера Старшего и матерью его первого (незаконного) сына — Мсра-Мелика (младшего). Именно она воспитывает Давида Сасунского, законного сына Старшего Мгера, поскольку Давид осиротел с первых дней жизни. Она неоднократно защищает мальчугана Давида от гнева уже взрослого Мсра-Мелика (младшего) и, в конце концов, ради безопасности мальчика отправляет его в Сасун.

Среди отрицательных персонажей наиболее значимы
- Багдадский Халиф — противник царя Гагика, а впоследствии Санасара и Багдасара
- Мсра-Мелик старший — противник Мгера Старшего
- Мсра-Мелик младший — единокровный брат Давида Сасунского и его противник

Стоит, однако, подчеркнуть, что в эпосе почти нет однозначно положительных и однозначно отрицательных персонажей. Багдадский Халиф, образ которого появляется уже в первой строке эпоса, — враждебный царь, заливший кровью Армению. Но он же проявляет определённую заботу о Цовинар, пока она вынашивает и пока растит детей. При этом он изначально уверен, что эти дети — не его. Мсра-Мелик старший — хитрый и жадный враг, но всё же, побратавшись с Мгером Старшим, он держит слово, не строит козней против Мгера. С другой стороны, Пачкун Верго, старший сын Санасара, — ни на что не годный, даже отвратительный человек. Но всё-таки не враг. Багдасар, Давид, Мгер Младший — не только положительные герои. Они ещё и сумасброды, доставляющие своим землякам немало головной боли. Примеры можно продолжить.
Жёны и любовницы главных героев:
- Сорокакосая Дехцун (буквально, «Персиковая», что, очевидно, значит «Светловолосая») — жена Санасара, мать, бабушка и прабабушка следующих поколений героев эпоса. Дочь царя мифической страны каджей.
- Сестра Дехцун — жена Багдасара, дочь царя каджей. В сводном варианте эпоса осталась безымянной. В некоторых вариантах эпоса у неё есть имя. Так, в переложении Наири Зарьяна, её зовут Луснтаг (буквально «носящая световую корону». Другим значением является Юпитер)
- Армаган — жена Мгера Старшего, мать его законного сына (Давида Сасунского), дочь царя Тевадороса
- Огородница — крестьянка, любовница Мгера Старшего, возможно, мать его дочери
- Госпожа Исмил — жена Мсра Мелика, соблазнившая Мгера Старшего, родившая от него сына Мсра-Мелика (младшего), главного врага Давида
- Хандут — жена Давида Сасунского, мать его законного сына Мгера Младшего, дочь царя Вачо-Марджо
- Чмшкик Султан — первоначально невеста Давида Сасунского, оставленная им ради Хандут, родила от него дочь, которая станет причиной смерти Давида (дочь убила отца отравленной стрелой в отместку за мать)
- Гоар — жена Мгера Младшего, дочь царя Пачика. Умерла, не дождавшись возвращения странствовавшего мужа, не оставив ему наследника

Помимо названных здесь, в эпосе действуют ещё десятки персонажей, имеющих имя, а также множество безымянных.

## Сюжет эпоса

### Сюжет первой ветви

#### Часть 1
Багдадский Халиф узнаёт, что у его данника, армянского царя Гагика, есть необычайно красивая дочь, Цовинар. Он требует от Гагика отдать дочь ему, Халифу. Гагик вначале отказывает Халифу, но, в будущем не в силах противостоять войскам Халифа, он уступает. Ещё до отъезда в Багдад Цовинар выпивает две горсти воды из родника, который на короткое время возникает чудесным образом специально для неё. От этих двух горстей она зачинает двух младенцев, будущих героев первой ветви эпоса. По договору Халифа с Гагиком в Багдаде Цовинар живёт в отдельном дворце. Здесь она рождает двух мальчиков — Санасара и Багдасара. Чудеснорожденные близнецы отличаются силой и сметливостью, растут они необычайно быстро. Когда они взрослеют, Халиф принимает решение казнить Цовинар вместе с её детьми, но получает отпор от Санасара и Багдасара, с которыми не может справиться царское войско. Тогда Халиф отменяет свой приказ о казни. Через некоторое время он вновь идёт войной на Армению, однако на этот раз терпит поражение. Спасаясь, он обещает идолам принести в жертву Санасара и Багдасара в качестве платы. Узнав об этом от матери, увидевшей чудесный сон, близнецы покидают Багдад, уезжают в Армению. В заброшенном месте они закладывают будущую Сасунскую крепость, однако, не закончив строительство, отправляются странствовать. Найдя приют у царя Тевадороса, они через некоторое время оказываются вынужденными покинуть его. Следуя просьбе близнецов, царь даёт им в сопровождение «сорок домов» — своих беднейших подданных. Близнецы (вместе со спутниками) возвращаются к месту будущей крепости, основывают город и достраивают крепость. В своих странствиях Санасар опускается на морское дно, где находит чудесного коня Джалали, а также набор оружия, включая упавший с неба Меч-Молнию. Спустя какое-то время Багдасар признаётся брату, что не спит ночами: его призывает к себе Главный Идол Багдадского Халифа. Братья вместе едут в Багдад, вступают в противоборство с Халифом. Победив его, они освобождают свою мать, Цовинар и вместе с нею едут в Берд-Капотин («Голубую крепость») к своему деду — отцу Цовинар — царю Гагику. От Гагика они получают в подарок земли. Оставив деда, братья возвращаются в Сасун и постепенно расширяют свои владения. Сасун разрастается, становится большим городом.

#### Часть 2
О славе Санасара узнаёт Сорокакосая Дехцун — дочь правителя зачарованной страны каджей. Желая привлечь внимание богатыря, она посылает ему письмо, которое по ошибке попадает к другому брату — Багдасару. Между близнецами вспыхивает ссора, которая, однако, не перерастает во вражду. После примирения с братом Санасар отправляется за Дехцун в Медный город, столицу страны каджей. Пройдя два испытания царя каджей, Санасар получает третье — сразиться с шестьюдесятью пахлеванами (богатырями). Расправившись с сорока противниками, Санасар устаёт так, что не в силах продолжать бой. Ему на помощь мчится Багдасар и убивает остальных противников. Но царь каджей назначает новое испытание — побывать в Зелёном городе, который оказывается безводным. В Зелёном городе братья убивают злого вишапа (рыбу-змея), перекрывшего родник, и освобождают его намеченную жертву — девушку, которая впоследствии становится невестой, а затем и женой Багдасара. Возвратившись в Медный город, братья не ждут от царя каджей новых испытаний. Вместо этого они силой увозят Дехцун в свою страну. По пути их догоняет сестра Дехцун — невеста Багдасара. Прибыв в Сасун, братья одновременно справляют свои свадьбы. Багдасар со своей женой уезжает в Багдад. Санасар остаётся правителем Сасуна. У Санасара рождаются три сына — Верго, Оган, Мгер. Далее в эпосе их называют: Пачкун Верго, Горлан Оган, Мгер Старший.

### Сюжет второй ветви

#### Часть 1
Санасар умирает. Воспользовавшись этим, Мсра-Мелик, правитель соседней страны Мсыр, обкладывает Сасун данью. Мгер Старший постепенно подрастает. В пятнадцатилетнем возрасте он освобождает Сасун от льва-людоеда, вступая с ним в противоборство и раздирая льва голыми руками. Через какое-то время Дядька Торос отправляется в крепость Маназкерт к царю Тевадоросу сватать его дочь Армаган за Мгера. Тевадорос сообщает, что Армаган держит в плену царь города Хлата — Белый Дэв. Мгер отправляется в Хлат, побеждает в единоборстве Белого Дэва, освобождает его пленницу, привозит Армаган в Сасун, женится на ней.

#### Часть 2
Мсра-Мелик (старший) посылает Мгеру вызов. Мгер принимает вызов, прибывает в Мсыр. Однако, в его схватке с Мсра-Меликом никто не может взять верх. Мгер и Мсра-Мелик заключают мир и братаются. Сасун перестаёт быть данником Мсыра. Спустя какое-то время Мсра-Мелик умирает. Согласно данному зароку теперь Мгер обязан заботиться о его семье. Этим пользуется вдова Мсра-Мелика, Исмил. Под предлогом защиты от непокорства князей она призывает Мгера к себе. Ей удаётся завлечь Мгера на своё ложе. От Мгера она рождает сына — Мсра-Мелика (младшего). Через семь лет после отъезда Мгер возвращается в Сасун и, в конце концов, примиряется с женой. У него рождается наследник, законный сын — Давид Сасунский. Вскоре после рождения Давида Мгер и Армаган умирают.

### Сюжет третьей ветви

#### Часть 1
У младенца Давида нет возможности выжить в Сасуне. Горлан Оган (дядя младенца) отправляет его в Мсыр. Здесь Давида вскармливает и воспитывает Исмил. Однако подросший Давид доставляет много беспокойства своему единокровному брату — Мсра-Мелику (младшему), нынешнему правителю Мсыра. Тот неоднократно порывается убить Давида, этому каждый раз препятствует Исмил. В конце концов, желая спасти мальчика, она отправляет его в Сасун. Мсра-Мелик соглашается отпустить Давида, но даёт ему двух провожатых, которым тайно приказывает убить парня. Однако в схватке со своими спутниками Давид берёт верх. Прибыв в Сасун, Давид поначалу поселяется у дяди Огана и становится пастухом в Сасуне. Однако сасунцы им очень недовольны. Давиду приходится уйти из города. Его берёт к себе в дом Дядька Торос. Он сам обучает парня и определяет пастухом в селение Дашту Падриал. Здесь Давид совершает подвиг. Отправившись по следам сорока дэвов, угнавших стадо, он настигает дэвов и расправляется с ними. Затем зовёт всех окрестных жителей разделить казну дэвов. По совету Старой Огородницы Давид вынуждает своего дядю Огана показать ему Цовасар — бывшие охотничьи угодья его отца, Мгера Старшего. Здесь он восстанавливает отцовский храм Марута, когда-то разрушенный Мсра-Меликом. Мсра-Мелик отправляет Холбаши в сопровождении 500 всадников разграбить восстановленный храм. Холбаши справляется с заданием, но на обратном пути его настигает Давид и расправляется с мсырским войском. Мсра-Мелик высылает новый отряд, в 1000 воинов, во главе с Козбадином — усмирить сасунцев, собрать с них дань за семь лет. Давид расправляется с новыми противниками. Тогда Мсра-Мелик, созвав на помощь всех своих вассалов, собирает огромное войско и, лично возглавив его, идёт войной на Сасун. Ему противостоит Дядька Торос со своими сыновьями, а вскоре и Давид Сасунский. Давид вызывает Мелика на единоборство. Благодаря хитрости Мсра-Мелика, Давид едва не погибает, угодив в ловушку. Однако он выбирается из ловушки и принуждает Мсра-Мелика к поединку, из которого выходит победителем. После смерти царя мсырское войско убирается восвояси.

#### Часть 2
Горлан Оган сватает за племянника правительницу Хлата Чмшкик Султан. Тем временем о Давиде узнаёт Хандут, дочь царя Вачо-Марджо, и решает завладеть его сердцем. Она отправляет в Сасун троих гусанов — воспеть перед Давидом её красоту. Гусаны, хотя и не сразу удачно, справляются с заданием. Давид отправляется в гости к Хандут. По пути его заманивает к себе Чмшкик Султан. Давид делит ложе со своей прежней невестой, однако уже наутро раскаивается в этом. Он продолжает путь к Хандут и прибывает к ней. Тем временем против её отца, Вачо-Марджо, собирается войско семи царей. Давид расправляется с нагрянувшим войском, нечаянно убивая при этом и своего двоюродного брата Парона Астхика — сына Пачкуна Верго. Давид увозит Хандут в крепость Сасун и женится на ней, несмотря на данную им Чмшкик Султане по дороге клятву сперва сразиться с нею. Вскоре он отправляется странствовать и задерживается на несколько лет. Во время его отсутствия рождается и подрастает сын Давида — Мгер Младший. Подросший Мгер отправляется на поиски своего пропавшего отца. Едва отъехав от дома, он встречается с Давидом, возвращающимся на родину. Не зная своего отца, и не будучи узнанным им, Мгер вступает в единоборство с Давидом. В результате оба остаются живы, однако Давид проклинает своего сына, вступившего в бой с отцом. Рассерженный Мгер отправляется в Капуткох («Голубую крепость») — к своему деду Вачо-Марджо. Давид же, запоздало вспомнив о своей клятве, спешит к Чмшкик Султан, чтобы вступить с ней в поединок. Пока Чмшкик готовится к бою, Давид купается в озере. Здесь его убивает отравленной стрелой собственная дочь, мстя за обиду, нанесённую её матери. Тело Давида везут в Сасун. Узнав о смерти мужа, Хандут бросается наземь с высокой кровли и разбивается насмерть.

### Сюжет четвёртой ветви

#### Часть 1
После смерти Давида Дядька Торос и Горлан Оган, опасаясь за безопасность Сасуна, решают призвать в защитники города сына Давида — Мгера Младшего. Они отправляются в Капуткох и, в конце концов, находят Мгера. Взяв парня с собой, они возвращаются в Сасун, разбив по дороге войско прежних Давидовых врагов, обступившее их ночлег. В Сасуне Мгер надевает отцовы доспехи, выводит коня Джалали, который служит всем четырём поколениям сасунских героев. Он отправляется с Оганом и Торосом в Хлат — мстить за смерть отца. Разрушив город и убив Чмшкик Султан, сасунцы возвращаются домой.

#### Часть 2
Мгер отправляется странствовать. Он попадает во владения царя Пачика, женится на его дочери, красавице Гоар. Сразу после свадьбы Мгер отправляется биться с Западным царём, требующим дани от его тестя. Мгер побеждает Западного царя. Через некоторое время он получает письмо от Горлана Огана, который просит у Мгера защиты от четырёх внуков Козбадина. Мгер возвращается в Сасун, расправляется с четырьмя врагами своего деда. Возвращаясь к жене, он встречает царевичей из Алеппо, изгнанных из родного города сестрой-людоедкой. Мгер отправляется в Алеппо, убивает людоедку, затем отправляется в Багдад — поклониться могиле Багдасара, наконец, вновь пускается домой. По пути он оказывает помощь городу Джзиру, неоднократно страдавшему от наводнений. Мгер сбрасывает в реку большую скалу и этим делит реку на два рукава. На этой самой скале он выстраивает Брджа-Балакн («Пёструю крепость»). Вернувшись домой, Мгер застаёт Гоар умершей. Он везёт тело жены в Сасун, где узнаёт о смерти Огана. Мгер хоронит Гоар рядом со своими родными, вспоминает всех умерших. Вскоре он замечает, что земля не держит его, — ноги Мгера вязнут в земле. Мгер отправляется к Вану, на берегу которого ему встречается Ворон-утёс. Ударив в скалу мечом, Мгер входит вместе с конём Джалали в расселину, образовавшуюся от его удара. Расселина закрывается, Мгер оказывается пленённым скалой. От горя умирает Дядька Торос, переживший последнего из героев эпоса.

## Сюжетные различия между оригиналом и русским переводом
Некоторые из малозначительных эпизодов сводного варианта эпоса в русском переводе были опущены. Наиболее объёмный из таких фрагментов — сцена между Санасаром и дэвом Амдолом, привратником царевны Дехцун, закончившаяся бегством дэва (1-я ветвь, 2-я часть). Отсутствуют также эпизоды с «маловером» Кро (1-я ветвь, 1-я часть), путешествие Мгера Младшего в Багдад (4-я ветвь, 2-я часть). Есть и другие незначительные сокращения.
Кроме того, русские переводчики слегка откорректировали образ Давида в «щекотливом» вопросе: в их варианте Давид вступает в близкие отношения с Чмшкик Султан ещё до того, как впервые слышит о Хандут.